# Osiedle Chemiczna (Hajnówka)
Osiedle Chemiczna (Fabryka Chemiczna) – jedna z najstarszych dzielnic Hajnówki.

## Ulice
Białostocka, J.Filipczuka, Fabryka chemiczna, T. Sołoniewicz

## Nazwa
Nawiązuje do wybudowanej tu przez Niemców w 1916 r. fabryki suchej destylacji drewna. Fabryka produkowała między innymi materiały wybuchowe na potrzeby frontu, dlatego też nadano jej nazwę Fabryka Chemiczna.

## Historia powstania

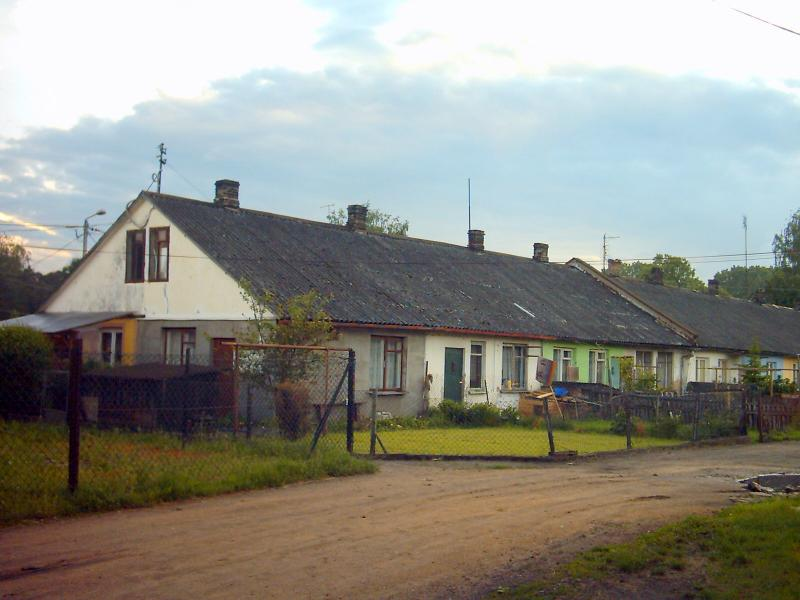
Ostatni zachowany barak wybudowany przez Niemców w okresie 1915–1919

W latach I wojny światowej okupujący tereny Puszczy Białowieskiej, Niemcy wybudowali na terenie obecnej Hajnówki kilka osiedli baraków w których rozlokowani byli jeńcy wojenni (Francuzi i Rosjanie). Największe osiedle baraków znajdowało się przy wybudowanej Fabryce Chemicznej (obecnie ul. Białostocka). Po zakończeniu działań wojennych i opuszczeniu tych terenów przez Niemców i jeńców wojennych baraki zasiedlała ludność cywilna.

## Przed II wojną światową
Na osiedlu Chemiczna w następnych latach powstało kilka uliczek, przy których budowano prowizoryczne ziemianki i trocinianki. W latach 20–30. w okolicy Fabryki Chemicznej wybudowano kilka budynków biurowych i kilka dla pracowników fabryki. Do czasów dzisiejszych pozostał tylko jeden z baraków wybudowanych w 1915 r. Barak do dziś jest zamieszkały choć lokatorzy dokonali w nim drobne przeróbki. W baraku po remizie strażackiej utworzono świetlice związków zawodowych pracowników fabryki. Mieściła się tam biblioteka zespół teatralny i śpiewaczy.
Za II RP należała do gminy Łosinka w powiecie bielskim w województwie białostockim. 13 kwietnia 1929 weszła w skład nowo utworzonej gminy Hajnówka w tymże powiecie, której 1 kwietnia 1930 nadano status gminy wiejskiej o miejskich uprawnieniach finansowych. Gmina Hajnówka przetrwała tylko ponad rok, bo już 30 czerwca 1930 zniesiono ją, a Chemiczna (zakłady chemiczne Grodzisk) powróciła do gminy Łosinka.
16 października 1933 roku Placówka wraz z Fabryką Chemiczną utworzyły gromadę Placówka w gminie Łosinka.
1 października 1934 po raz drugi utworzono gminę Hajnówka, w związku z czym Fabrykę Chemiczną ponownie odłączono od gminy Łosinka (którą zniesiono) i włączono do gminy Hajnówka.
Po II wojnie światowej Placówka zachowała przynależność administracyjną. 1 lipca 1952 gromadę Placówkę (z Fabryką Chemiczną) zniesiono, włączając ją do miasta Hajnówki.

## Po II wojnie światowej
- 1945 – Na terenie Fabryki Chemicznej przylegającej do osiedla, wznowiło działalność przedszkole prowadzone przez siostry zakonne. Od roku 1949 było to przedszkole świeckie. Przedszkole istniało do 1978, kiedy to przeniesiono je do nowego budynku na dzielnicy Placówka.
- 1955 – Zbudowano Zakładowy Dom Kultury „Górnik”.

## III Rzeczpospolita

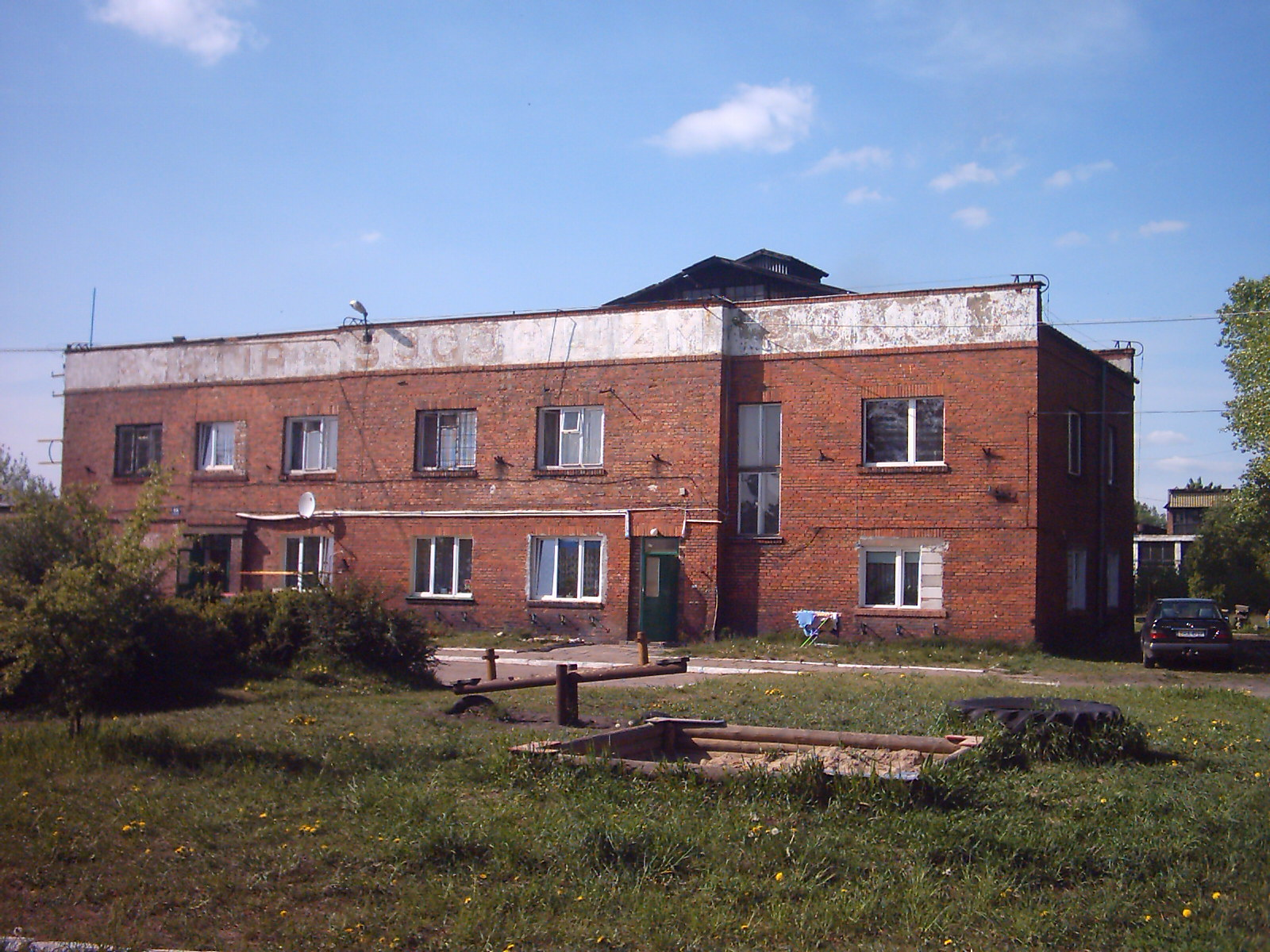
Budynek biurowy Fabryki Chemicznej z lat 20. XX w. W roku 2004 przekształcony na blok mieszkalny.

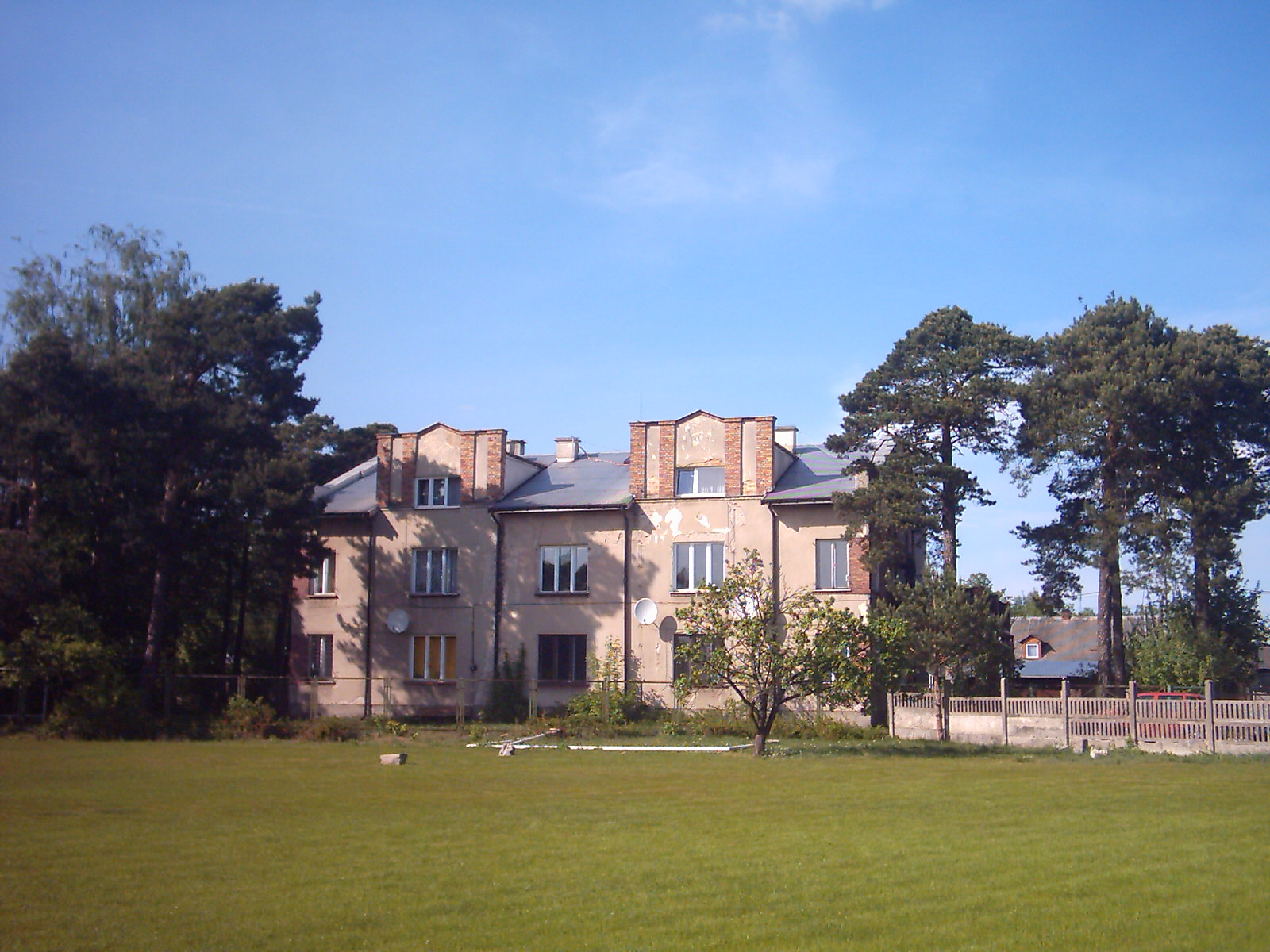
Budynek z lat 30. XX w.

Po przekształceniu Fabryki Chemicznej w firmę prywatną (początek lat 90.) mieszkania lokatorskie sprzedano dotychczasowym mieszkańcom. W roku 2004 w dawnym budynku biurowym pochodzącym z lat 20. po modernizacji i dostosowaniu, utworzono mieszkania lokatorskie.